# محطة يوليوس نيريري للطاقة الكهرومائية
محطة يوليوس نيريري للطاقة الكهرومائية، وتسمى أيضًا محطة روفيجي للطاقة الكهرومائية قيد الإنشاء في تنزانيا. من المتوقع أن تنتج محطة الطاقة 5920 جيجاوات ساعة من الطاقة سنويًا.

## الموقع
مقر محطة توليد الكهرباء يتواجد علي ضفاف نهر روفيجي وفي محمية سيلوس جام وتبعد ما يقرب من 220 كيلومتر (137 ميل) عن طريق البر، جنوب غرب دار السلام، العاصمة التجارية وأكبر مدينة في تنزانيا.

## أعمال البناء
في أغسطس 2017، أعلنت الحكومة التنزانية عن تقديم عطاءات لبناء هذا السد. حيث من المتوقع أن يكمل المقاول بناء السد في مدة لا تزيد عن 36 شهرًا. يتم تفريغ الطاقة المولدة عبر خط طاقة جديد عالي الجهد 400 كيلو فولت حيث سيتم دمج الطاقة في شبكة الكهرباء الوطنية. تقدم حكومة إثيوبيا المشورة للحكومة التنزانية بشأن تنفيذ هذا المشروع.
في ديسمبر 2018، ذكرت صحيفة المواطن (تنزانيا) أن حكومة تنزانيا قد منحت عقد البناء لمشروع الطاقة هذا إلى شركة المقاولون العرب في مصر، بتكلفة مدرجة في الميزانية تبلغ 2.9 مليار دولار أمريكي.
في فبراير 2019، سلمت حكومة تنزانيا موقع البناء إلى التحالف المؤلف من المقاولون العرب والسويدي ، وكلاهما مصري، اللذين تم اختيارهما لبناء محطة الطاقة. مع السماح بستة أشهر لتعبئة المعدات، من المتوقع أن يبدأ البناء الفعلي في الربع الثالث من السنة التقويمية 2019. في أبريل 2019، دفعت الحكومة التنزانية دفعة مقدمة قدرها 309.645 مليون دولار أمريكي، وهو ما يمثل حوالي 15 بالمائة من إجمالي تكلفة البناء. اعتبارًا من يونيو 2020، اكتمل المشروع بنسبة 40 بالمائة.